# Claes Uggla (Schiff)
Die 1900 in Dienst gestellte Claes Uggla war der fünfte Torpedokreuzer (schwed. Torpedkryssare) der schwedischen Flotte und der Örnen-Klasse. Exakter wären die Boote wohl als Torpedokanonenboote bezeichnet worden, deren britischen Ausführungen sie nachempfunden waren. Die Claes Uggla war das einzige Boot der Klasse, das im Dienst verloren ging. Am 22. Juni 1917 lief sie bei der Sicherung eines schwedischen Küstengeleitzuges in den Schären nahe der Insel Ulvön  bei Örnsköldsvik auf. Die Versuche, das Schiff abzubringen, zerstörten den Rumpf weiter und am 30. August 1917 kenterte die Claes Uggla.

## Baugeschichte
Die Claes Uggla und die vorangehende Psilander wurden auf der Finnboda Werft des Bergsunds-Konzern in Stockholm gebaut. Ihre Bewaffnung unterschied sich nicht von den vorangegangenen Booten. Auch sie hatten zwei 12-cm-L/45-Bofors-M.94-Schnellfeuergeschütze mit Schutzschilden auf dem Vor- und Achterdeck und in Schwalbennestern an den Seiten vier 5,7-cm-L/55-Maxim-Nordenfeldt-Schnellfeuergeschütze. Dazu kam noch das  Unterwasser-Torpedorohr im Bug. Auch die Panzerung der beiden Boote bestand aus einem 19 mm starken Panzerdeck aus normalem Stahl.
Allerdings hatten die beiden letzten Boote der Klasse einen etwas veränderten, längeren Rumpf mit einer veränderten Brücke und etwas anders stehenden Masten. Die beiden von Motala Verkstad zugelieferten Dreifach-Expansionsmaschinen waren mit zusammen 4500 PS etwas stärker, den notwendigen Dampf erzeugten weiterhin acht kleine Wasserrohrkessel vom Typ Yarrow, die eigentlich für Torpedoboote konstruiert worden waren.

## Einsatzgeschichte
Die Claes Uggla kam am 28. November 1900 als fünfter „Kreuzer“ der schwedischen Marine und letztes Boot der Örnen-Klasse in Dienst. Das Boot war nach dem schwedischen Admiral Claas Uggla (1614–1676) benannt, der als zweiter Befehlshaber in der Seeschlacht bei Öland gegen Dänen und Niederländer unter Cornelis Tromp, Niels Juel und Philipp van Almonde gefallen war.
1901 war die Claes Uggla. neben den Küstenpanzerschiffen Thor, Oden und Niord, das erste Boot der schwedischen Marine, das eine Funkanlage erhielt.
Nach der einseitigen Ausrufung der Aufgabe der schwedisch-norwegische Union durch das norwegische Storting im Juni 1905, wurde die schwedische Flotte in Alarmbereitschaft versetzt. Die Erhöhung der Spannung führte zur Verlegung eines Teils der Flotte nach Westen, um im Fall einer Eskalation des Konflikts die norwegischen Küste und die Hauptstadt, damals noch Kristiania genannt, anzugreifen. Die Claes Uggla gehörte mit drei Schwesterschiffen zu diesem Verband. Nach der Anerkennung der norwegischen Unabhängigkeit in den Verhandlungen von Karlstad wurde die Flotte am 11. Oktober 1905 wieder zurückgezogen.
Während des Ersten Weltkriegs überwachte sie dann die schwedischen Gewässer und diente als Geleitfahrzeug. Am 22. Juni 1917 lief sie bei der Sicherung eines schwedischen Küstengeleitzuges im Bottnischen Meerbusen in den Schären nahe der Insel Ulvön  bei Örnsköldsvik auf. Die Versuche, das Schiff abzubringen, zerstörten den Rumpf weiter und am 30. August 1917 kenterte die Claes Uggla.

## Die Torpedokreuzer derÖrnen-Klasse
| Name        | Bauwerft                 | Stapellauf        | In Dienst ab  | Endschicksal                                               |
| ----------- | ------------------------ | ----------------- | ------------- | ---------------------------------------------------------- |
| Örnen       | Lindholmens, Göteborg    | 6. August 1896    | 4. Mai 1897   | 16. Juni 1947 a. D., 1950 als Zielschiff versenkt          |
| Claes Horn  | Lindbergs, Stockholm     | 9. Februar 1898   | August 1898   | Dezember 1923 a. D.                                        |
| Jacob Bagge | Kockums, Malmö           | 30. April 1898    | November 1898 | Juni 1947 a. D., 1951 verschrottet                         |
| Psilander   | Bergsunds, Finnboda Varv | 25. November 1899 | Juli 1900     | Juli 1937 a. D., als Zielschiff am 3. August 1939 versenkt |
| Claes Uggla | Bergsunds, Stockholm     | 9. Dezember 1899  | November 1900 | 22. Juni 1917 aufgelaufen, am 30. August 1917 gesunken     |